# Andreas Karberg
Andreas Valentin Karberg (28. februar 1881 i Sønderborg – 2. november 1961) var en dansk amtmand, kammerherre og landstingsmedlem.
Han blev i 1911 gift med Ella født Friis (født 1891).
Han var student fra Flensborg og Haderslev 1899 og 1900 og studerede herefter i München, Berlin, Kiel og Jena. Han blev dr.jur. 1905, fuldmægtig i Sønderborg Bank 1906-19, amtsassessor i Sønderborg 1920-26 og amtmand over Ringkøbing Amt 1926-51.
Han var byrådsmedlem i Sønderborg 1919-20 og medlem af Landstinget for Venstre 1920-26.
Karberg var tillige medlem af Sønderborg kredsudvalg 1919-20; medlem af Den sønderjydske Laanekasses bestyrelse og af centralbestyrelsen for Nationalforeningen til Tuberkulosens Bekæmpelse, formand for bestyrelsen for Ringkøbing-Ørnhøj-Holstebro Jernbane; næstformand for tilsynsrådet for Spare- og Laanekassen for Lemvig og Omegn; formand for tilsynsrådet, for Ringkøbing og Omegns Sparekasse; formand for Kronprins Frederiks Fond og for Historisk Samfund for Ringkøbing Amt. Karberg var Kommandør af 1. grad af Dannebrogordenen og Dannebrogsmand.